# Parkland (Floride)
Pour les articles homonymes, voir Parkland.
Parkland est une ville américaine située dans le comté de Broward en Floride.
Selon le recensement de 2010, Parkland compte 23 962 habitants. La municipalité s'étend sur 12,81 milles carrés (33,18 km2), dont 12,33 milles carrés (31,93 km2) de terres.

## Historique
Le 14 février 2018, une fusillade éclate au lycée Marjory Stoneman Douglas par un ancien élève de l'établissement âgé de 19 ans au moment des faits, faisant 17 morts et 17 blessés.

## Démographie
| Groupe            | Parkland | Floride | États-Unis |
| ----------------- | -------- | ------- | ---------- |
| Blancs            | 84,0     | 75,0    | 72,4       |
| Afro-Américains   | 6,5      | 16,0    | 12,6       |
| Asiatiques        | 5,9      | 2,4     | 4,8        |
| Métis             | 1,9      | 2,5     | 2,9        |
| Autres            | 1,5      | 4,0     | 7,3        |
| Total             | 100      | 100     | 100        |
|                   |          |         |            |
| Latino-Américains | 13,0     | 22,5    | 17,37      |

Selon l'American Community Survey, pour la période 2011-2015, 74,66 % de la population âgée de plus de 5 ans déclare parler l'anglais à la maison, 12,51 % déclare parler l'espagnol, 1,94 % une langue chinoise, 1,47 % l'arabe, 1,21 % russe, 1,03 % l'hindi, 0,86 le français, 0,85 % le polonais, 0,71 % l'italien, 0,68 % le tagalog, 0,50 % l'allemand et 3,59 % une autre langue.
Parkland est une ville économiquement aisée. Ainsi, entre 2012 et 2016, le revenu par habitant était en moyenne de 54 337 dollars par an, largement supérieur à la moyenne de la Floride (27 598 dollars) et des États-Unis (29 829 dollars). De plus, seulement 3,5 % des habitants de la ville vivaient sous le seuil de pauvreté (contre 14,7 % dans l'État et 12,7 % à l'échelle du pays).
| 1970 | 1980 | 1990  | 2000   | 2010   | - |
| ---- | ---- | ----- | ------ | ------ | - |
| 165  | 545  | 3 558 | 13 835 | 23 962 | - |